# كارلو لوكاريلي
كارلو لوكاريلي (بالإيطالية: Carlo Lucarelli) (و. 1960  م) هو كاتب، وصحفي، وكاتب سيناريو، ومقدم تلفزيوني إيطالي، ولد في بارما.

## وصلات خارجية
- كارلو لوكاريلي على موقع IMDb (الإنجليزية)
- كارلو لوكاريلي على موقع ألو سيني (الفرنسية)
- كارلو لوكاريلي على موقع ميوزك برينز (الإنجليزية)
- كارلو لوكاريلي على موقع أول موفي (الإنجليزية)
- كارلو لوكاريلي على موقع ديسكوغز (الإنجليزية)
- كارلو لوكاريلي على موقع قاعدة بيانات الفيلم (الإنجليزية)
- كارلو لوكاريلي على موقع كينوبويسك (الروسية)